# Impatiens oniveensis
Impatiens oniveensis är en balsaminväxtart som beskrevs av Fischer och Raheliv. Impatiens oniveensis ingår i släktet balsaminer, och familjen balsaminväxter. Inga underarter finns listade i Catalogue of Life.